# Dingbao
Dingbao är en köping i sydöstra Kina. Den ligger i Xinyi i staden Maoming i provinsen Guangdong, omkring 250 kilometer väster om provinshuvudstaden Guangzhou. Antalet invånare är 32 005. Befolkningen består av 15 955 kvinnor och 16 050 män. Barn under 15 år utgör 31 %, vuxna 15-64 år 58 %, och äldre över 65 år 9,0 %.